# Cristian Buchrucker
Cristian Buchrucker (1945-2025) fue un historiador argentino, nacido en Viena, Austria.
Se especializó en temas de historia contemporánea, abordando ideologías y conflictos del siglo XX. 
Realizó sus estudios de Doctorado en la Universidad Libre de Berlín, destacando por su tesis sobre la relación entre el nacionalismo y el peronismo.
De regreso a la Argentina, fue investigador del Consejo Nacional de Investigaciones Científicas y Técnicas (Argentina)(CONICET) y docente en la Facultad de Filosofía y Letras de la Universidad Nacional de Cuyo (UNCuyo). También se desempeñó como investigador en la Comisión para el Esclarecimiento de las Actividades del Nazismo en la Argentina (CEANA), creada por el Ministerio de Relaciones Exteriores, Comercio Internacional y Culto, entre 1997 y 2002.

## Biografía
Buchrucker, argentino y nacido en 1945, estudió en la Universidad Nacional de Cuyo y en la Universidad Libre de Berlín. Se desempeñó como docente de la Universidad Nacional de Cuyo e investigador del Conicet. Participó como investigador en la Comisión para el Esclarecimiento de las Actividades del Nazismo en la Argentina (CEANA).
Es autor de Nacionalismo y peronismo. La Argentina en la crisis ideológica mundial (1927-1955) (Ed. Sudamericana, 1987), El fascismo en el siglo XX: una historia comparada (Emecé, 2008) y El eterno retorno de los populismos. Un panorama mundial, latinoamericano y argentino (Prometeo Libros, 2015) junto a Nidia Carrizo de Muñoz y Norma Isabel Sánchez, entre otras obras, incluyendo su participación como director en la trilogía El miedo y la esperanza, formada por los volúmenes «I. Los nacionalismos en la Europa Centro-Oriental contemporánea», «II. De la autodeterminación nacional al Imperio genocida: 1914-1945» y «III. Nacionalismos a la europea».
También ha sido editor de Los proyectos de Nación en la Argentina. Modelos económicos, relaciones internacionales e identidad (EDICON, 2014) junto a Mario Rapoport, Beatriz Figallo y Noemí Brenta, compilador de Argentina y la Europa del nazismo. Sus secuelas (Siglo XXI Editora Iberoamericana, 2009) junto a Ignacio Klich, y director de El mundo contemporáneo: Historia y problemas (Biblios-Crítica, 2001) junto a Julio Aróstegui y Jorge Saborido, entre otras participaciones editoriales.